# 그레이시 스토리
《그레이시 스토리》(영어: Gracie)는 2007년 개봉한 미국의 스포츠 드라마 영화이다.

## 줄거리
1978년, 사우스오렌지에 사는 15세 톰보이 그레이시 보웬은 세 명의 오빠들과 전직 축구 스타인 아버지처럼 축구에 열광한다. 그레이시는 오빠들과 이웃 카일이 아버지와 함께 하는 밤 연습에 참여하고 싶어하지만, 오빠 조니를 제외한 모두에게 만류당한다.
조니, 그레이시, 카일은 컬럼비아 고등학교에 다니는데, 조니는 축구부의 주장이며 스타 선수이다. 경기 막판에 슛을 놓친 후 실의에 빠진 조니는 친구의 차를 몰고 떠나 교통사고로 사망한다.
슬픔과 씨름하던 그레이시는 오빠를 대신해 팀에 합류하기로 결심한다. 아버지는 여자들이 축구를 해서는 안 된다고 생각하며, 그레이시가 강하지도 재능도 없다고 말한다. 그녀의 어머니는 가족 중 다른 구성원들과 같은 경쟁심이 부족한 간호사이며 그레이시의 안전을 걱정한다. 어머니는 나중에 그레이시에게 외과의가 되고 싶었지만 여자에게는 그런 선택권이 없었다고 말한다.
거절당하고 우울해진 그레이시는 반항하기 시작한다. 학업을 게을리하고, 시험에서 부정행위를 하다 적발되며, 거칠고 자멸적인 행동을 한다. 결국 그녀는 부두 근처에서 만난 남자와 거의 성관계를 가질 뻔하다가 아버지에게 발각된다. 그레이시는 친구에게 "한 번도 해본 적 없는 일을 하고 싶어"라고 말했었다. 이 사건은 부모님, 특히 아버지에게 경종을 울린다. 아버지는 직장을 그만두고 그레이시의 축구 훈련을 돕기 시작한다.
학교 이사회가 남자 축구팀에서 뛰려는 그녀의 요청을 거부하자, 그레이시는 항소를 제기한다. 새로 통과된 타이틀 IX를 인용하며, 그레이시는 여자 축구팀이 존재하지 않으므로 남자 축구 대표팀에서 뛸 수 있도록 허용되어야 한다고 주장한다. 학교 이사회는 그녀에게 팀에 대한 입단 테스트를 허락한다. 매우 힘든 입단 테스트 끝에 그녀는 2군 팀에 들어가게 되고, 그 수준에서 뛰는 것에 만족할 의향이 있는지 결정해야 한다. 그녀는 2군 팀에서 최선을 다해 뛰기로 결심한다.
한 코치가 그녀에게 챔피언십 경기를 위해 주전 팀으로 올라오라고 요청한다. 처음에는 거절했지만 결국 그녀는 간다. 그레이시는 경기가 서든 데스 연장전으로 가는 것을 벤치에서 지켜본다. 새로운 주장 카일이 부상을 당하고 그레이시가 그를 대신하여 들어가 아버지가 가르쳐준 동작으로 결승골을 넣는다.

## 출연
- 칼리 슈로더 - 그레이스
- 엘리자베스 슈 - 린지
- 더멋 멀로니 - 브라이언
- 제시 리 소퍼 - 조니
- 존 도먼 - 콜라산티
- 앤드루 슈 - 클라크

## 한국판 성우진(KBS)
- 서지연 - 그레이시(칼리 슈로더)
- 문선희 - 린지(엘리자베스 슈)
- 이정구 - 브라이언(더멋 멀로니)
- 윤동기 - 자니(제시 리 소퍼)
- 박상일 - 콜라산티(존 도먼)
- 사성웅 - 킹스턴 팀 감독(댄 멧카프)
- 이규석 - 클라크(앤드루 슈)
- 위훈 - 카일(크리스토퍼 스탠드)
- 홍진욱 - 피터(조슈아 카라스)
- 최하나 - 마이크(헌터 슈로더)
- 오인실 - 제나(줄리아 가로)
- 박지윤 - 대니얼(트레버 하인즈)